# Saint-Remy-en-Bouzemont-Saint-Genest-et-Isson
 Saint-Remy-en-Bouzemont-Saint-Genest-et-Isson  es una población y comuna francesa, en la región de Champaña-Ardenas, departamento de Marne, en el distrito de Vitry-le-François. Es el chef-lieu del cantón de Saint-Remy-en-Bouzemont-Saint-Genest-et-Isson.
Tiene el nombre de comuna más largo de Francia junto con Saint-Germain-de-Tallevende-la-Lande-Vaumont y Beaujeu-Saint-Vallier-Pierrejux-et-Quitteur. (38 letras)

## Historia
La comuna se formó en 1836 por la fusión de Saint-Remy-en-Bouzemont, Saint-Genest e Isson. 

## Demografía
| 549 | 540 | 609 | 670 | 665 | 592 |
| Para los censos de 1962 a 1999 la población legal corresponde a la población sin duplicidades (Fuente: INSEE [Consultar]) |     |     |     |     |     |